# Zegar księżycowy

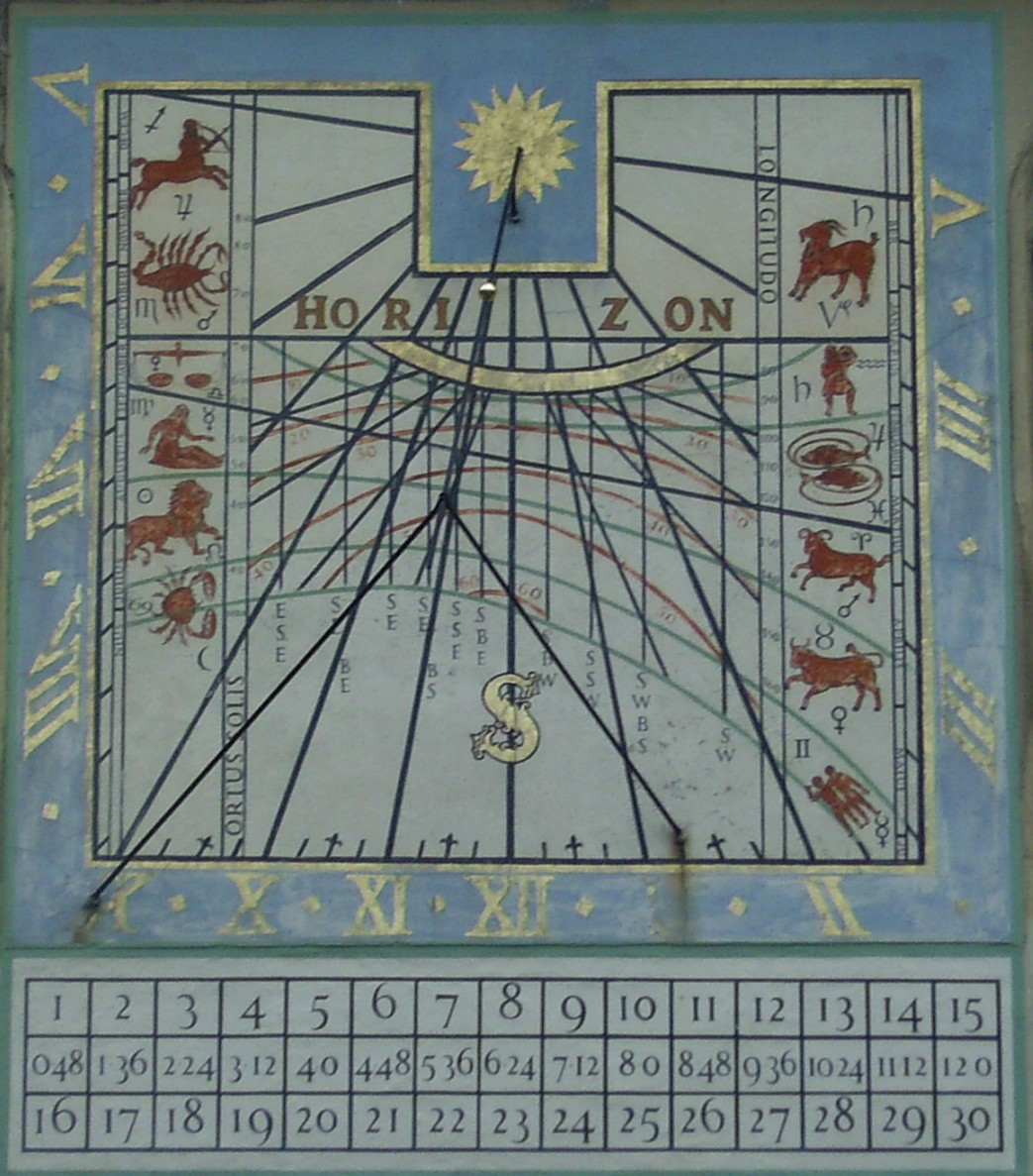
Zegar słoneczny używany również jako księżycowy na Uniwersytecie Cambridge. Na dole widoczna jest tabela zawierająca czasowe przesunięcie momentu górowania Księżyca
zwiększające się wraz ze zmianą fazy w kolejnych dniach.

Zegar księżycowy to odpowiednik zegara słonecznego używany nocą, w którym światło słoneczne jest zastąpione światłem Księżyca.
Cień rzucany przez gnomon pada na powierzchnię z siatką współrzędnych umożliwiającą odczytanie aktualnej godziny w podobny sposób, jak podczas obserwacji dziennych. Zegar księżycowy wskazuje dokładną godzinę tylko o północy podczas pełni Księżyca, ponieważ górowanie Księżyca opóźnia się 48 minut na dobę. Żeby ustalić moment prawdziwej północy, konieczne jest zatem uwzględnianie tej zmiany, jak również informacja o tym, jak wiele dni dzieli od poprzedniej pełni. Bez uwzględniania tej różnicy odczytanie czasu jest niemożliwe. Funkcjonowanie urządzenia nocą zapewnia duża jasność Księżyca, co najmniej w okresie pełni.